# День возмездия
«День возмездия» (лит. Atpildo diena) — советский фильм 1975 года, снятый на Литовской киностудии режиссёром Стасисом Мотеюнасом.

## Сюжет
Литва середины XIX века. Трое бывших друзей в молодости бывшие членами тайного общества борцов за свободу, но с тех пор их пути разошлись: один стал предателем и зажил жизнью обычного помещика, другой вернулся с каторги и стал предводителем разбойников, и только третий остался верен идеалам молодости. Настал день возмездия…

Страсти разгораются вокруг строительства железной дороги Петербург—Варшава, вокруг железной дороги, которая пройдет — прямая, стрела, мимо нищих прибалтийских деревень и помещичьих усадеб, где ещё по старинке секут крестьян, устраивают роскошные охоты, и со страхом ждут скорой (по слухам) отмены крепостного права. Впрочем, железная дорога в литовском фильме «День возмездия» — не самое главное. Страсти здесь настолько накалены, а сам воздух фильма так насыщен электрическими разрядами, что кажется, огонь может заняться от чего угодно.— Татьяна Хлоплянкина, журнал «Спутник кинозрителя», № 5, 1977 год

## В ролях
В главных ролях:
- Янис Мелдерис — доктор Лауринас, «карбонарий»
- Пранас Пяулокас — помещик Людвик Завиша
- Эугения Плешките — Юстина
- Антанас Шурна — Миколас, предводитель разбойников
- Гражина Байкштите — Тереза, служанка
- Рута Сталилюнайте — София Рикбургене

В остальных ролях:
- Стасис Петронайтис — инженер
- Юозас Киселюс — помощник инженера
- Антанас Барчас — капитан, дворянин из окружения Завиши
- Альгис Матулёнис — граф, дворянин из окружения Завиши
- Арунас Сторпирштис — поэт, дворянин из окружения Завиши
- Стасис Паска — Пятрас, слуга помещика Завиши
- Балис Бараускас — Кудрявый, разбойник из шайки Миколаса
- Эдуардас Кунавичюс — разбойник из шайки Миколаса
- Казимирас Виткус — разбойник из шайки Миколаса
- Юозас Мешкаускас — Казимир, разбойник из шайки Миколаса
- Викторас Валашинас — немой, разбойник из шайки Миколаса
- Сигитас Рачкис — студент, разбойник из шайки Миколаса
- Гедиминас Сторпирштис — юный помощник разбойников
- Казимирас Прейкштас — мастер-резчик по дереву
- Вильгельмас Вайчекаускас — Юргис, скрипач, бродячий музыкант
- Энрикас Качинскас — гармонист, бродячий музыкант

## Критика
Перед нами — типичный боевик, проще же говоря, вестерн, правда, вестерн особого рода, вовсе не стремящийся подражать прославленным образцам, а исходящей прежде всего из национального характера, из национальной истории, из национальных идеалов красоты, любви, верности. Прибалтийский вестерн! … Правда в фильме сквозь четкие контуры вестерна время от времени просвечивают едва различимые, но достаточно определённые очертания социальной исторической драмы.— Татьяна Хлоплянкина, журнал «Спутник кинозрителя», № 5, 1977 год

## Рецензии
- Тапинас Л. — «День возмездия» (Худож. фильм) // Советская Литва, 14 апреля 1977